# Scott Harvey, Sr.
Pour les articles homonymes, voir Harvey.

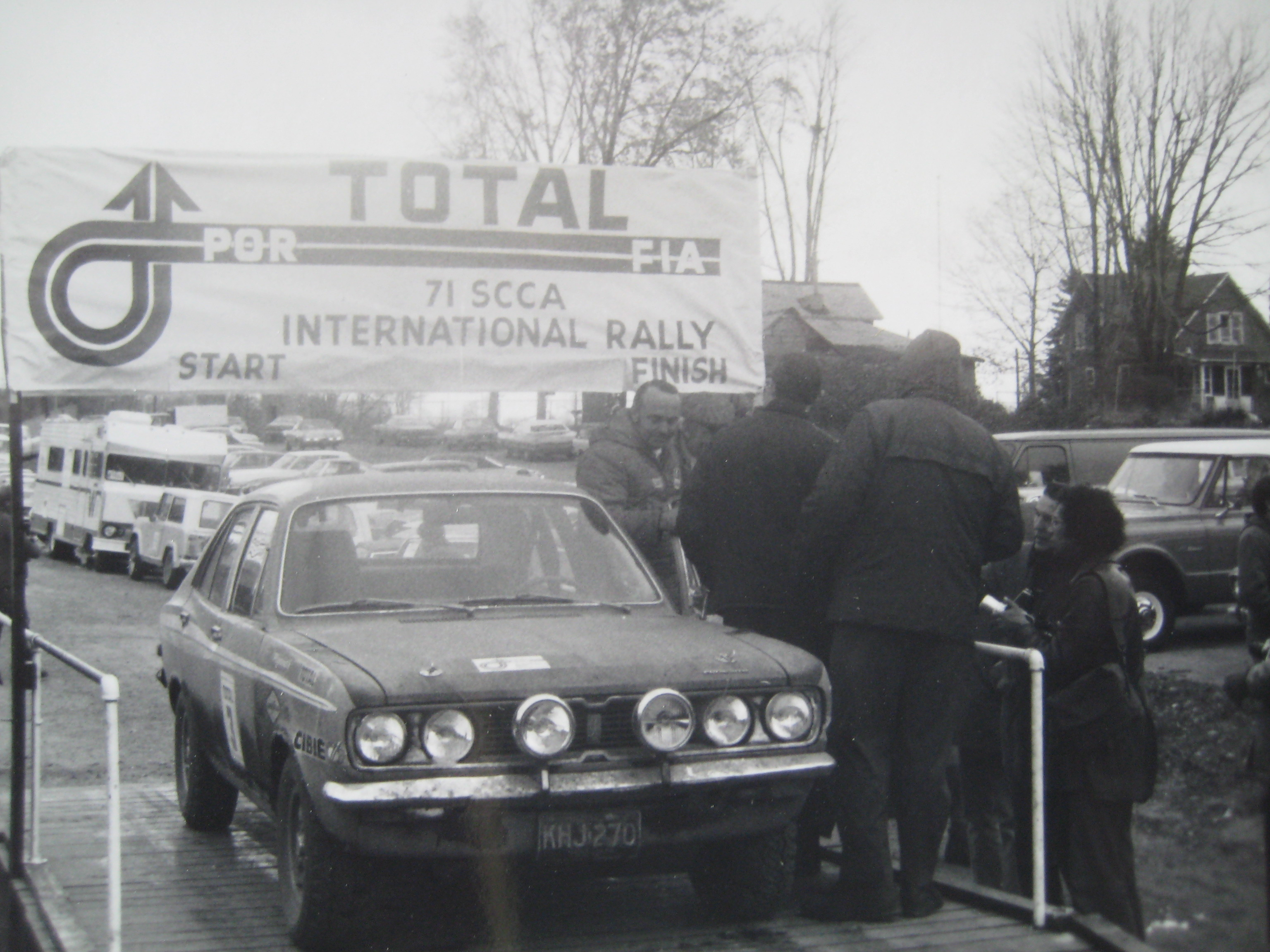
Scott Harvey, Sr. sur sa Plymouth Cricket victorieuse en 1971 (copilote Tom King)

Scott D.Harvey, Sr. (the Crash, Burn, ou Win man ; né le 29 décembre 1929 et mort le 27 avril 2022)  est un ancien pilote de rallyes américain de Rochester (Michigan).

## Biographie

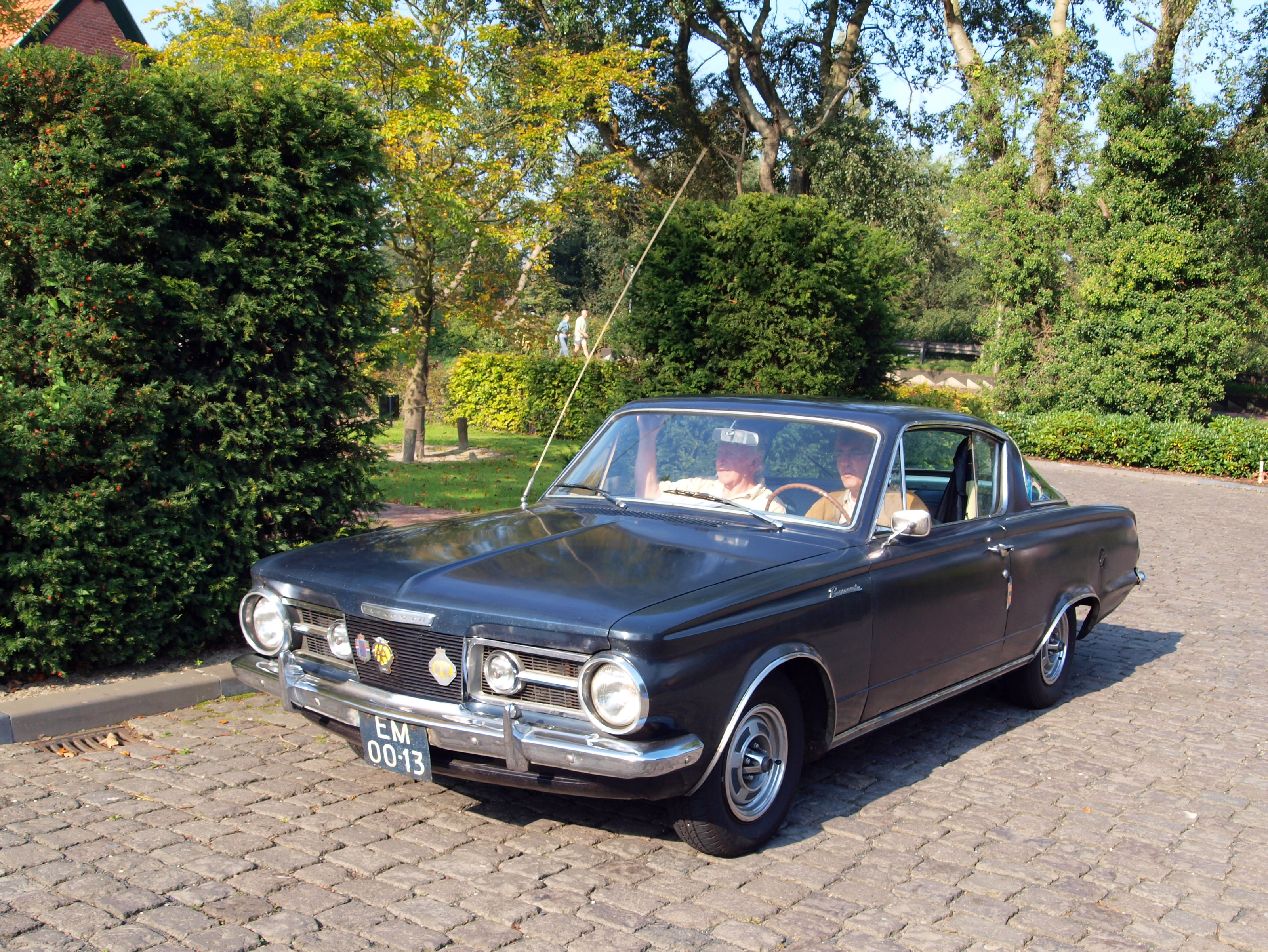
Valiant Barracuda 1965.

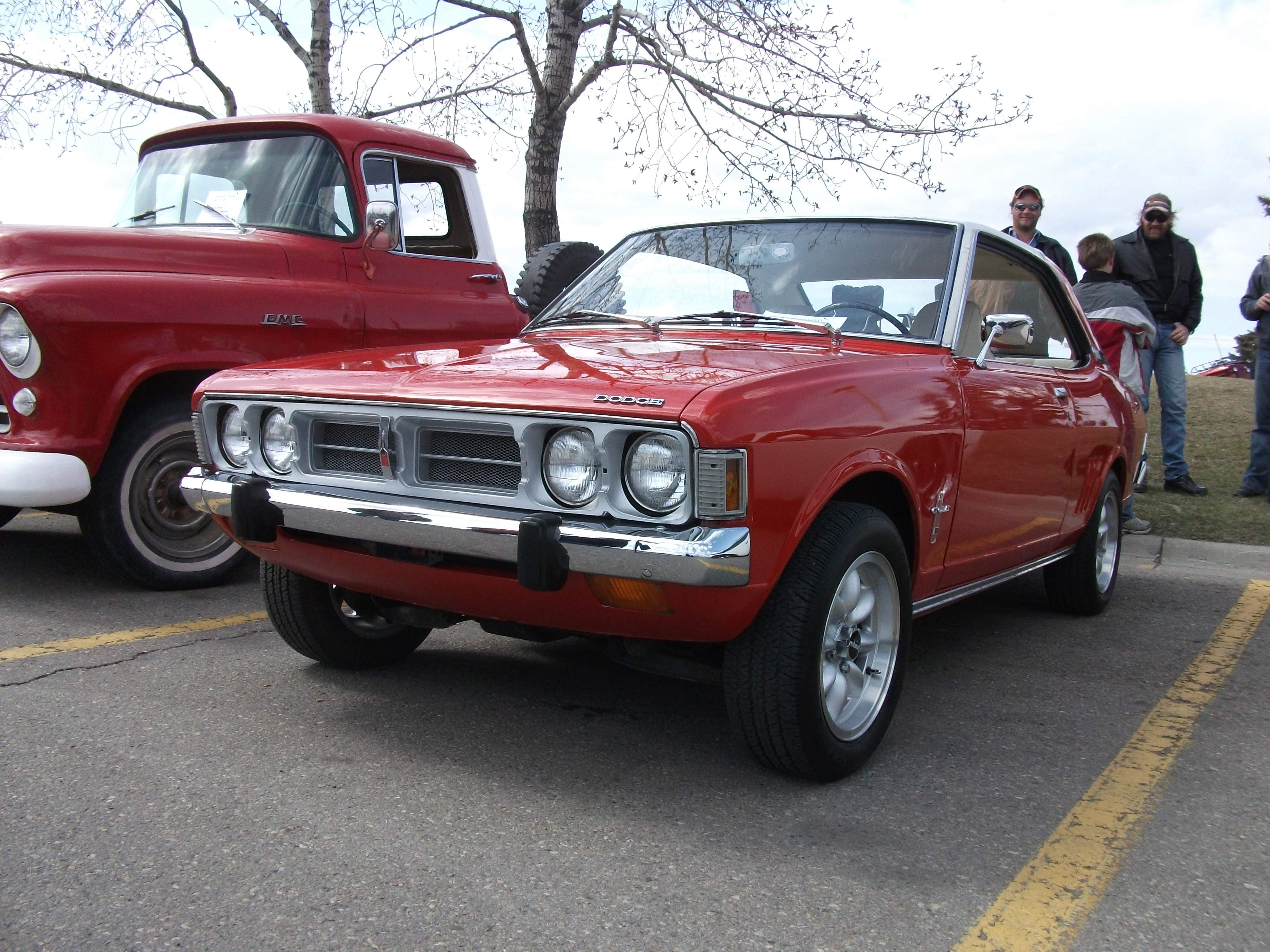
Dodge Colt 1973 de face.

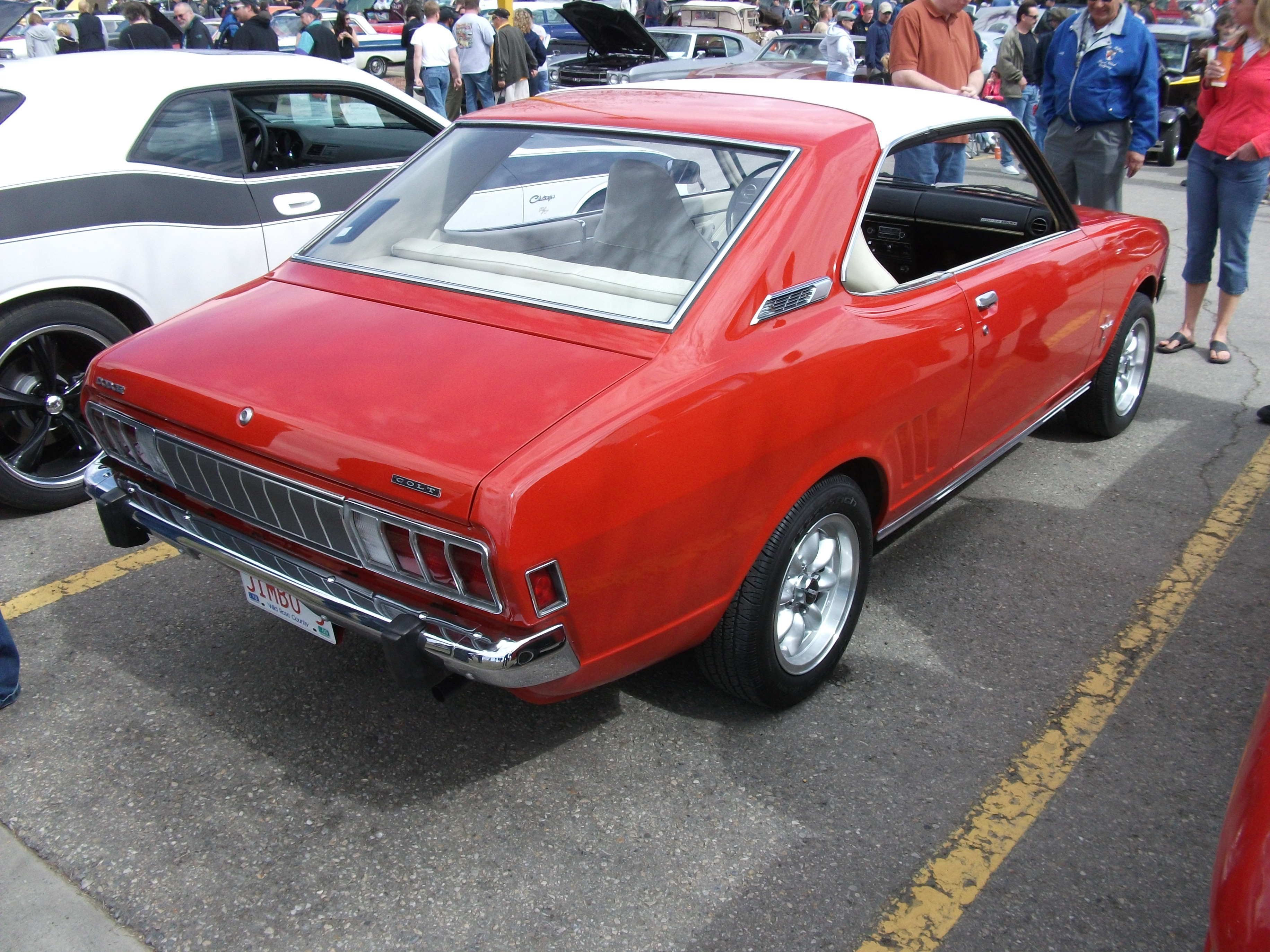
Dodge Colt 1973 de dos.

Ce pilote a débuté en compétitions automobiles en 1953, sur une MG-TD, alors qu'il étudiait encore l'engénierie mécanique à l'Université de Los Angeles (UCLA). À la fin des années 1950, il travaillait comme ingénieur pour le groupe Chrysler Corp. à Détroit (Michigan), lorsqu'il convainquit son employeur de lui fournir une version 300D, pour reprendre la compétition.
Il s'engagea dès lors pour une vingtaine d'années avec sa marque dans diverses courses de rallyes sur route, off-road, et autres courses de côtes (Dodge étant une filiale du groupe dès 1928, de même que Plymouth).
Dans le cadre de son travail (un département à la tête d'une vingtaine de personnes), il travailla à l'amélioration des systèmes de suspensions, des boîtes de vitesses et autres  arbres à cames en compétitions, avec des applications directes sur le modèle Barracuda de la firme en 1965-66, ce dernier ayant déjà participé à l'édition 1964 du rallye Monte-Carlo équipé alors d'un moteur V8.
Il fut le premier triple vainqueur du P.O.R. (1969 étant la première édition avec des épreuves spéciales et non de type course longue, les années 1970 et 1971 avec l'agrément du rallye par la FIA en vue de son intégration rapide au calendrier international (en 1972)).
Il fut également le premier champion en titre des rallyes des États-Unis d'Amérique, désigné en 1973 par le SCCA.
Il a participé à trois épreuves comptant pour le WRC, entre 1973 et 1974 (1 rallye des 1000 lacs, et 2 P.O.R.).
Son grand rival national était Gene Henderson, en ce début des années 1970.
Sa carrière en compétition s'arrêta finalement en 1981 (soit 20 années en continu depuis 1961), après une ultime participation au "Press On Regardless" sur Dodge 4WD Aspen (orange à toit et calandre noirs, régulièrement utilisée depuis 1977, et affectueusement appelée Cheetah par l'équipage) avec Randy Graves, ce dernier étant son copilote régulier depuis 1976, le texan Tom Grimshaw l'ayant précédé à ce poste en  début d'année après la retraite de Wayne Zitkus fin 1975.
L'une de ses expressions favorites était Well we're off, crash, burn, or win.
Son fils Scott Harvey, Jr. est quant à lui quadruple vainqueur du P.O.R. (1994, 2004, 2008 et 2011), et est toujours responsable du département Développement prototypes chez Chrysler Corp., poste qu'occupa son père à partir de 1975. Il utilise parfois encore la Dodge 75 Colt GT restaurée de son père et de Wayne Zitkus, lors de certaines épreuves de rallyes ou sur glace.

## Palmarès

### Titres
- Champion SCCA des Rallyes: 1963, et 1965 (alors sur Chrysler; vainqueur de 2 épreuves en classe club);
- Champion des États-Unis des Rallyes (SCCA ProRally): 1973 (1e édition; copilote Wayne Zitkus, sur Dodge Colt);
  - 3e du championnat des États-Unis SCCA PRO Rally en 1976.

### Victoires en Championnats du Canada (1), SCCA (Sports Car Club of America) (9), et NARRA (nord américain) (1)
(plus 6 victoires de classe en introduction)
- Classe Club du Rallye Press on Regardless: 1964 (copilote Jay Toney, sur Valiant/Chrysler Barracuda V6);
- Classe 3 du Rallye Shell 4000: 1965 (copilote Mollman, sur Valiant  Barracuda V6);
- Classe 6 du Rallye Shell 4000: 1966 (copilote Mike Kerry, sur Valiant  Barracuda V8 3.16L.) (et récompense du meilleur performeur sur les étapes spéciales);
- Classe 5 du Rallye Shell 4000: 1967 (copilote Mike Kerry, sur Valiant  Barracuda V8 2.73L.);
- 1er de Classe du Rallye Sno*Drift (Grayling (MI)): 1973 (copilote Tom King, sur Dodge Colt);
- 1er de Classe du Rallye Sno*Drift (Montmorency (MI)): 1974 (copilote Wayne Zitkus, sur Dodge Colt);
- Rallye Shell 4000: 1968 (copilote Ralph Beckman (déjà vainqueur du P.O.R. en 1966), sur Valiant Barracuda S V8 2.73L);
- 3 Rallye Press on Regardless (P.O.R. de Détroit): 1969 et 1970 (copilote Ralph Beckman les deux fois, sur Sunbeam Arrow), 1971 (copilote Tom King, sur Plymouth Cricket);
- Rallye Happiness is Sunrise (Holland) (NY)): 1974 (copilote Wayne Zitkus, sur Dodge Ramcharger);
- Rallye Sunriser 400 Forest (Chillicothe (Ohio): 1973 (copilote Wayne Zitkus, sur Dodge Colt);
- Rallye Du Noir (Huntsville (Alabama)): 1973 (copilote Wayne Zitkus, sur Dodge Colt);
- Rallye Sno*Drift (Montmorency/Grayling (MI)): 1975 (avec Wayne Zitkus, sur Dodge Ramcharger);
- 24 Heures de Mojave (Barstow (Californie)): 1976 (avec Randy Graves, sur Dodge Colt);
- Rallye Happiness Is Sunrise (Coudersport (PA)): 1977 (avec Randy Graves, sur Dodge Aspen)  (Championnat NARRA);
- Rallye MWAC 20 Stages (Montmorency/Grayling (MI)): 1978 (avec Randy Graves, sur Dodge Aspen)  (Championnat NARRA);
  - 2e du rallye Shell 4000 en 1967, sur Valiant Barracuda 4.5L.;
  - 2e du rallye Big Bend Bash (Midland, Texas) en 1973;
  - 2e du rallye Sunriser 400 (Chillicothe, Ohio) en 1975;
  - 2e du rallye Lancia 20 Stages (Grayling, MI) en 1976 (championnat NARRA);
  - 2e du rallye Pirelli Mendocino Forest (Willows, CA) en 1976 (avec Randy Graves, sur Dodge Colt)  (championnat NARRA);
  - 2e du rallye La Jornada Trabajosa en 1977;
  - 2e du rallye Sunriser 400 Forest (Chillicothe, Ohio) en 1977  (avec Randy Graves, sur Dodge Aspen);
  - 2e du P.O.R. (Houghton, MI) en 1979 (avec Randy Graves, sur Dodge Aspen);
  - 2e du Pikes Peak Hillclimb "60th Race to the Clouds" Pro Rally Division (Colorado) en 1982 (avec Randy Graves, sur Dodge Aspen);
  - 3e du rallye Sno*Drift en 1973 (Montmorency/Grayling - 1re édition, avec Tom King sur Dodge Colt; 2e Gene Henderson), 1974 (2e édition, avec Wayne Zitkus sur Dodge Colt), et 1979 (avec Randy Graves sur Dodge Aspen));
  - 3e du rallye Nor'Wester (Issaquah, Washington) en 1973;
  - 3e du rallye Marathon 400 (Traverse City, MI) en 1975;
  - 3e du rallye Happiness is Sunrise (Lancia/Wonder Muffler) (Olean, NY), en 1975;
  - 3e du rallye El Diablo (Green Bay, WI) en 1976;
  - 3e du rallye Mémorial Bill Borax (California City, CA) en 1977  (avec Randy Graves, sur Dodge Colt);
  - 3e du rallye Northern Lights (Alma, MI) en 1978 (avec Randy Graves, sur Dodge Aspen)  (championnat NARRA);
  - 4e du rallye Shell 4000 en 1966 sur Valiant Barracuda 5.2L.;
  - 5e du rallye Shell 4000 en 1963 sur Chrysler 300, et en 1965 sur Valiant Barracuda 4L.;
  - 7e du rallye Shell 4000 en 1961 (marathon Montreal to Vancouver, 1re édition, copilote Gene Henderson; et 14e en 1964);
  - Participation au rallye Monte-Carlo en 1964, avec une Plymouth Valiant Barracuda V6;
  - Participation au rallye Total d'Afrique du Sud en 1972.